# مجموعه سینمای جوان
مجموعه سینمای جوان (فرانسوی: Collectif Jeune Cinéma) انجمنی است که هدف آن توزیع و اشاعه شیوه‌های تجربی در سینما است. این تعاونی که در سال ۱۹۷۱ توسط فیلمسازان و منتقدان سینمای تجربی تأسیس شد، اولین تعاونی فیلمسازانی است که در فرانسه ظاهر شدند. مجموعه سینمای جوان بازیگر اصلی در پخش سینمای تجربی در فرانسه است، برنامه‌های نمایش فیلم را سازماندهی می‌کند و مجلات Cinémadifferent (1976-1980) و Starements (2007-2010) را منتشر کرده است.
مجموعه سینمای جوان از سال ۱۹۹۹ جشنواره سینمای متفاوت و تجربی پاریس را برگزار می‌کند و در سالهای اخیر بیشتر بر روی برگزاری این جشنواره متمرکز بوده است.
در اولین هیئت مدیره، رئیس انجمن مارسل مازه، و سایر اعضای هیئت مدیره عبارتند از: لوک موله (معاون رئیس)، نوئل برچ (دبیرکل) و رافائل بسان، ژان پل کاسانیاک، ایو آندره دلوباک، دانیل گلدریچ، مود میمون، کلود تیبو